# Francesco Ginanni
Francesco Ginanni (* 6. Oktober 1985 in Pistoia) ist ein ehemaliger italienischer Radrennfahrer.
Francesco Ginanni gewann 2006 die Eintagesrennen Milano-Busseto, Cittá di Empoli und Giro Internazionale del Valdarno, und er wurde beim Raiffeisen Grand Prix Zweiter. Beim Giro della Toscana entschied er zwei Etappen für sich. Gegen Ende der Saison nahm er am U23-Straßenrennen den Straßen-Radweltmeisterschaften in Salzburg teil. In der Saison 2007 gewann Ginanni eine Etappe beim Grand Prix du Portugal. 2009 sowie 2010 gewann er den Trofeo Laigueglia, 2009 zudem den Gran Premio Regio Insubrica und den Gran Premio Industria e Commercio Artigianato Carnaghese, den er 2008 schon einmal gewonnen hatte. Nach einer Saison bei Acqua & Sapone beendete Ginanni 2012 seine Radsportlaufbahn.

## Erfolge
2006
- zwei Etappen Giro della Toscana

2007
- eine Etappe Grand Prix du Portugal

2008
- Gran Premio Industria e Commercio Artigianato Carnaghese
- Tre Valli Varesine
- Giro del Veneto

2009
- Trofeo Laigueglia
- Gran Premio Regio Insubrica
- Gran Premio Industria e Commercio Artigianato Carnaghese

2010
- Trofeo Laigueglia

## Teams
- 2008 Serramenti PVC Diquigiovanni-Androni Giocattoli
- 2009 Serramenti PVC Diquigiovanni-Androni Giocattoli
- 2010 Androni Giocattoli-Serramenti PVC Diquigiovanni
- 2011 Androni Giocattoli-C.I.P.I
- 2012 Acqua & Sapone